# Juan Jufré
Juan Jufré de Loayza Montesa (Medina de Rioseco, 1516 – Santiago del Cile, 1578) fu un conquistador spagnolo che nel 1541 partecipò alla spedizione di Pedro de Valdivia in Cile.

## Biografia
Figlio di Francisco Jufré e di Cándida de Montesa, fu il primo alcalde di Santiago (nel 1541) e ricoprì la posizione di governatore di Cuyo (Argentina). Fondò la città di San Juan de la Frontera, e rifondò Mendoza.
Giunse in America nel 1538, arrivò in Panama e dopo in Perù, sotto la guida del capitano Juan Martin de Candia, per spostarsi dopo poco in Cile al seguito del capitano Pedro de Valdivia. Era presente alla fondazione di Santiago e durante le prime campagne contro i nativi. Accompagnò Pedro de Villagra quando tornò per combattere nella guerra civile peruviana contro Gonzalo Pizarro, nel 1547 e 1548. Dopo il ritorno Jufré partecipò attivamente alla guerra di Arauco, diventando capitano e giudice della provincia di Araucania. Dopo la morte di Valdivia a Tucapel (1553), aiutò la popolazione del sud fornendo cibo e, nel 1554, sconfisse una ribellione dei Promaucaes a Gualemo, sul fiume Lontué, nell'attuale provincia di Curicó. In seguito combatté contro Lautaro e nelle campagne di García Hurtado de Mendoza, partecipando alla rifondazione di Concepción nel 1559. Quando Francisco de Villagra divenne governatore del Cile, Jufré fu nominato tenente governatore della provincia di Cuyo, nel 1561, e fondò le città di San Juan de la Frontera e Mendoza. Tornando nel 1562 a causa di una nuova rivolta Mapuche, divenne tenente del Governatore Reale del Cile organizzando spedizioni militari nel sud. Partecipò alla guerra per oltre un decennio. 
Nel cabildo di Santiago ricoprì vari incarichi, come quello di alcalde e regidor nei decenni tra il 1550 ed il 1570. Inoltre, nel 1556 fu alférez reale della città, tra il 1562 ed il 1563 fu corregidor, e la rappresentò nel 1568 davanti alla Audiencia istituita a Concepcion. 
Juan Jufré fece anche fortuna sviluppando importanti attività commerciali in Cile. Costruì il primo cantiere navale vicino al fiume Maule, nella sua encomienda di Pocoa. Piantò vigne nella sua encomienda di Macul vicino a Santiago, dove produsse vino esportato in Perù con le sue navi insieme ad altri beni alimentari cileni. Nel 1553 costruì un mulino sul fiume Mapocho ed un'industria tessile nelle sue due encomienda di Mataquito e Peteroa, sulle rive del Mataquito. Morì a Santiago nel 1578 ed il suo corpo su sepolto nella chiesa di Santo Domingo.